# 任延皓
任延皓（？—948年），后晋、后汉官员，并州人。
任延皓精通术数占卜。石敬瑭在太原重围时，任延皓请见石敬瑭的亲信刘知远，以术数被刘知远礼遇。后晋天福初年，刘知远推荐任延皓历任太原县掾、交城县令、文水县令。刘知远镇太原，任延皓出入无间，刘知远左右都害怕他。任延皓在文水聚敛财贿，百姓想要申诉，任延皓知道了，于是诬告县吏结集百姓，想要劫县库。刘知远大怒，派遣骑军并擒拿十几个县民，将他们族诛。刘知远即位，任延皓官至殿中监，恃宠而骄，宰辅之重也被他蔑视。刘知远之弟刘崇在河东，也很讨厌他。魏王刘承训去世，归葬太原，令任延皓选择葬地，当时有山冈僧对刘崇说：“魏王葬地不吉，恐怕有重丧。”不久，刘知远驾崩，刘崇以山冈僧的话上奏，于是流放任延皓到麟州。经过文水，很多百姓掷瓦殴骂，吏员救他仅免于一死。到达贬所，刘崇派人杀了他，籍没其家。